# Senpai và kōhai

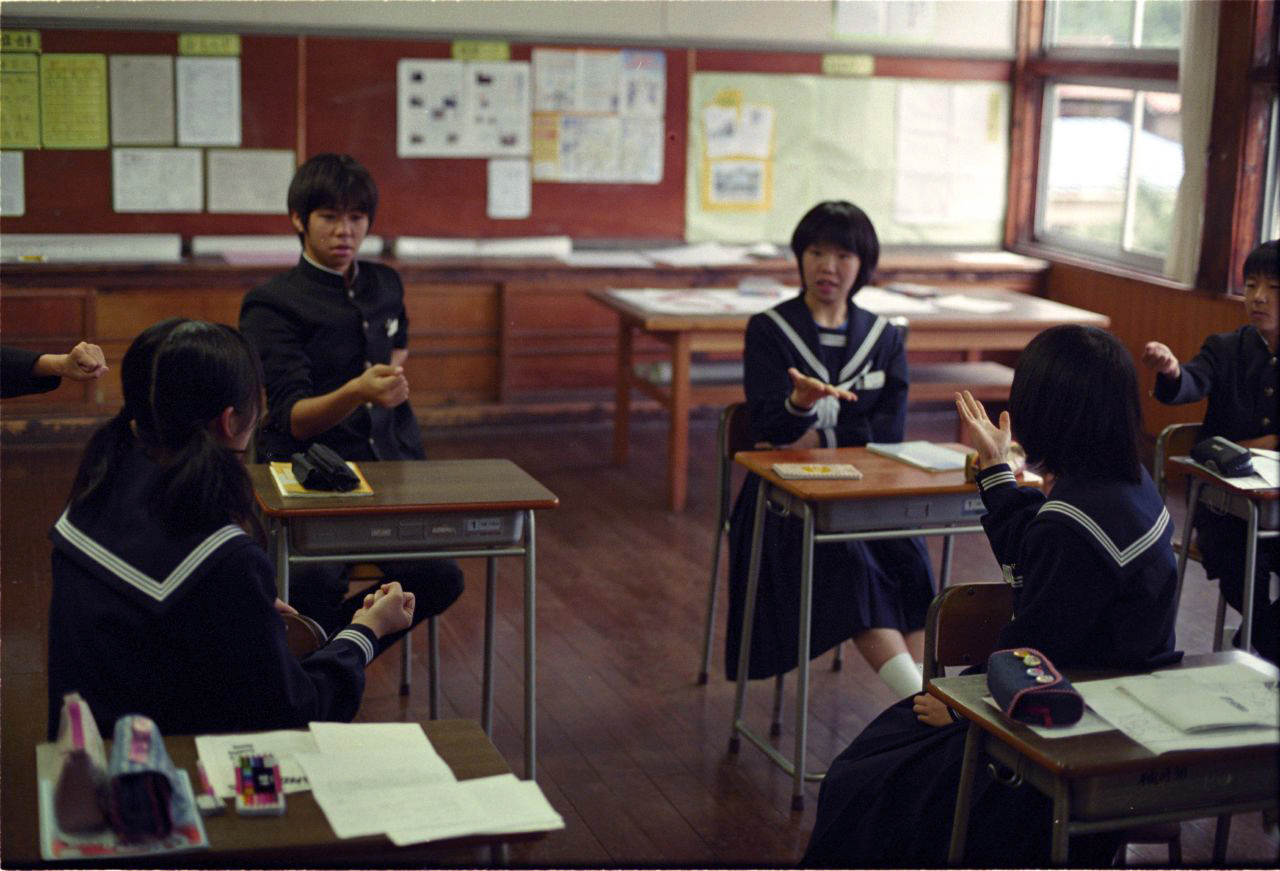
Ở trường Nhật, quan hệ senpai–kōhai được dạy từ tuổi nhỏ là một phần thiết yếu của cuộc sống hàng ngày.

Mối quan hệ tiền bối (người đi trước) và hậu bối (người đi sau) ở Nhật Bản, tiếng Nhật gọi là senpai (先輩 (tiên bối)) và kōhai (後輩 (hậu bối)), đại diện cho quan hệ trên dưới không chính thức trong các tổ chức, hiệp hội, câu lạc bộ, doanh nghiệp và trường học. Xưa khái niệm khởi nguồn từ Nho giáo, nay có màu sắc Nhật Bản đặc biệt và đã trở thành một phần của văn hóa Nhật Bản.

## Khái niệm
Trong quan hệ, senpai và kōhai phụ thuộc lẫn nhau và địa vị hai người được xác định dựa vào lúc gia nhập tổ chức. Trong tổ chức, senpai là thành viên có kinh nghiệm, thứ bậc, trình độ hoặc tuổi tác cao hơn, là người trợ giúp, kết bạn và khuyên bảo kōhai – thành viên mới hoặc thiếu kinh nghiệm, phải bày tỏ lòng biết ơn, sự tôn trọng và có khi là lòng trung thành cá nhân. Kōhai noi theo thâm niên và kinh nghiệm của senpai, và dùng kính ngữ khi nói chuyện với senpai. Nhưng senpai cũng là bạn của kōhai. Quan hệ này giống như quan hệ thầy trò trong văn hóa phương Đông, nhưng khác ở chỗ senpai với kōhai đều phải làm việc trong cùng tổ chức.
Quan hệ senpai–kōhai khởi nguồn từ Nho giáo cùng các tư tưởng luân lý đạo đức khác đã du nhập vào Nhật Bản từ Trung Quốc cổ đại, các triết lý này trở nên phổ biến khắp mọi khía cạnh của tư tưởng Nhật Bản. Quan hệ senpai–kōhai là thứ bậc trên dưới giống như quan hệ cha con, nhấn mạnh sự tôn trọng quyền lực, chuỗi mệnh lệnh và trưởng lão, loại bỏ cạnh tranh nội bộ và củng cố sự thống nhất của tổ chức.
Theo thời gian, quan hệ này khiến cho kinh nghiệm và kiến thức được truyền lại, tăng số người quen và xây dựng ký ức tập thể. Bên cạnh đó, cả kōhai lẫn senpai đều thu được kinh nghiệm có lợi: kōhai thu nhận kiến thức của senpai, senpai phát triển tinh thần trách nhiệm nhờ kōhai. Nhưng tình đồng chí này không nhất định đưa tới tình bạn; mặc dù senpai và kōhai có thể trở thành bạn bè, nhưng đó không được kỳ vọng.

## Lịch sử

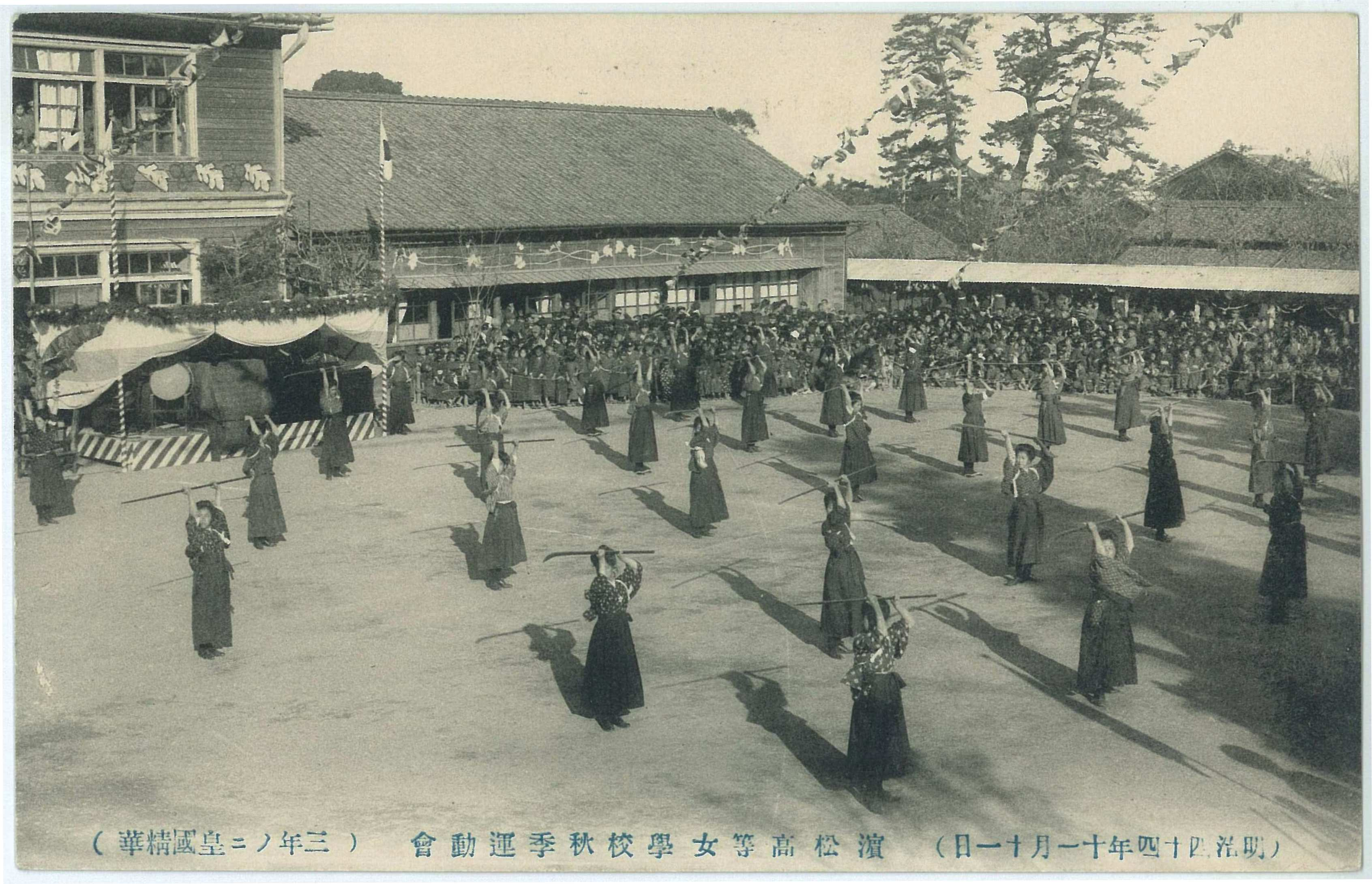
Naginata được dùng ở lễ hội thể thao tại Hamamatsu vào năm 1911. Trong quá khứ, huấn luyện kỷ luật ở các câu lạc bộ trường đã ảnh hưởng quan hệ senpai–kōhai với học sinh.

Quan hệ senpai – kōhai có nguồn gốc sâu xa trong lịch sử Nhật Bản. Ba yếu tố tác động lớn sự phát triển của nó: Nho giáo, chế độ gia đình truyền thống của Nhật Bản, và Bộ Dân luật năm 1898.
Tuy Nho giáo tới Nhật Bản từ thế kỷ 6 đến thế kỷ 9, nhưng chính Lý học là tư tưởng ra đời từ Nho giáo đã thay đổi xã hội Nhật Bản một cách sâu sắc, trở thành thuyết chính thức của Mạc phủ Đức Xuyên (1603–1867). Bấy giờ, nguyên lý "trung" và hiếu là cống nạp (朝貢 chōkō) thịnh hành ở Nhật Bản, vì sự tôn trọng người trọng tuổi và thờ cúng tổ tiên của Nho giáo Trung Quốc đã được người Nhật chấp nhận và Nho giáo đã truyền khắp cuộc sống hàng ngày. Giống như những ảnh hưởng khác của Trung Quốc, những ý tưởng này được người Nhật kén và sửa đổi cho hợp với Nhật Bản. Ví dụ: "trung" trong Nho giáo được hiểu theo nghĩa là lòng trung thành với lãnh chúa phong kiến hoặc Thiên hoàng.
Gia (家 ie) cũng được các quy tắc ứng xử của Nho giáo quy định và ảnh hưởng sự tạo thành quan hệ senpai-kōhai. Trong chế độ gia đình này, người cha, là trưởng nam, có quyền lực tuyệt đối với gia đình vì ông được giáo dục và được xem là có kiến thức đạo đức vượt trội. Vì tôn kính cấp trên là đức tính trong xã hội Nhật Bản, nên vợ và con cái đều phải tuân theo ông. Ngoài chế độ cha truyền con nối ra, chỉ con trai cả mới có thể nhận được tài sản của cha anh, và cả con gái lớn lẫn con nhỏ hơn đều không nhận được bất cứ thứ gì từ ông.
Bộ Dân luật năm 1898 là yếu tố cuối cùng có ảnh hưởng với quan hệ senpai – kōhai. Bộ luật này vừa tăng cường các đặc quyền về thâm niên, vừa củng cố chế độ gia đình truyền thống bằng cách định nghĩa rõ ràng các giá trị thứ bậc trong gia đình, gọi là chế độ hộ chủ (戸主制, koshusei). Chủ gia đình có quyền chỉ huy gia đình của mình và con trai cả kế thừa vị trí đó. Năm 1947, các luật lệ này bị bãi bỏ sau khi Nhật Bản đầu hàng vào cuối Thế chiến II, song những lý tưởng này vẫn giữ ảnh hưởng tâm lý trong xã hội Nhật Bản trong suốt những năm về sau.

## Kính ngữ
Sự tôn trọng thứ tự trên dưới được biểu hiện trong ngữ pháp Nhật Bản. Nếu muốn tôn trọng cấp trên lúc nói chuyện thì phải dùng kính ngữ (敬語, keigo). Có ba loại:
- Tôn kính ngữ (尊敬語, Sonkeigo): Bày tỏ sự tôn trọng cấp trên hoặc người trong cuộc nói chuyện, đến cả hành động, đồ vật, đặc điểm và mọi người liên quan đến người này.[13]
- Khiêm nhường ngữ (謙譲語, Kenjōgo): Nếu tôn kính ngữ đề cao cấp trên để tỏ sự tôn trọng thì khiêm nhường ngữ hạ bản thân người nói chuyện.[14]
- Lễ ngữ (丁寧語, Teineigo, "đinh ninh ngữ"): Khác với tôn kính ngữ và khiêm nhường ngữ, lễ ngữ chỉ người trước mặt chứ không phải người được đề cập. Hậu tố desu (です, dùng cho danh từ và tính từ) và đuôi động từ -masu (ます) đều là lễ ngữ.[13]

Tôn kính ngữ và khiêm nhường ngữ đều có các biểu thức (động từ, danh từ, và các tiền tố đặc biệt) riêng. Ví dụ: trong tiếng Nhật, động từ "làm" thông thường là suru, nhưng nếu dùng tôn kính ngữ thì là nasaru và nếu dùng khiêm nhường ngữ thì là itasu.
Một quy tắc khác trong quan hệ trên dưới là việc dùng các hậu tố kính ngữ. Senpai dùng hậu tố -kun sau tên hoặc họ của kōhai khi xưng hô kōhai, bất kể là nam hoặc nữ. Tương tự, kōhai dùng hậu tố -senpai hoặc -san lúc gọi senpai; hiếm có khi kōhai dùng hậu tố -sama để trỏ senpai, vì kính ngữ này biểu thị mức độ tôn trọng cao nhất cho người được đề cập.

## Mức phổ biến

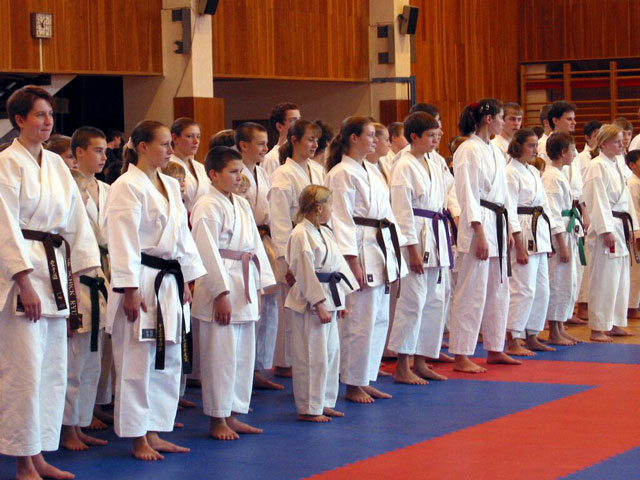
Ở cấp toàn cầu, quan hệ senpai–kōhai truyền bá qua võ thuật. Ví dụ: thành viên của các cấp kyū và dan khác nhau được phân loại qua màu đai.

Một nơi mà quan hệ senpai-kōhai có thể được cảm nhận nhiều nhất ở Nhật Bản là trường học. Ví dụ: ở trường trung học cơ sở và phổ thông (đặc biệt là trong các câu lạc bộ), học sinh năm ba là lớn tuổi nhất nắm quyền thế lớn vì làm senpai. Trong các câu lạc bộ thể thao, các tân kōhai thường phải làm các nhiệm vụ cơ bản như lấy bóng, dọn dẹp sân chơi, giữ gìn thiết bị và thậm chí giặt quần áo của học sinh lớn tuổi. Họ cũng phải hoặc cúi chào hoặc kính lễ các senpai khi được chúc mừng, và các senpai có thể trừng phạt hoặc đối xử nghiêm khắc họ.
Các đội viên hành động khiêm tốn như vậy chủ yếu là vì họ tin rằng để trở thành người chơi giỏi thì họ phải nghe theo huấn luyện viên hoặc đội trưởng, mà trở thành công dân khiêm tốn, có trách nhiệm và hợp tác trong tương lai. Quan hệ trong trường Nhật cũng ưu tiên tuổi tác so với khả năng của học sinh. Các quy tắc trên dưới giữa senpai và kōhai cũng giống như quan hệ thầy trò, là tuổi tác kinh nghiệm của giáo viên phải được tôn trọng và không bao giờ được nghi ngờ.
Ở trường đại học, quan hệ senpai-kōhai yếu hơn, vì sinh viên ở nhiều lứa tuổi khác nhau đều học cùng lớp. Sinh viên biểu hiện sự tôn trọng các sinh viên lớn tuổi chủ yếu qua lễ ngữ, nhưng với giáo viên thì trên trình độ học vấn và kinh nghiệm vẫn còn dùng để ấn định thứ bậc lâu năm.
Phong tục senpai – kōhai cũng thịnh hành trong làng doanh nghiệp Nhật Bản. Môi trường xã hội trong các doanh nghiệp Nhật Bản có hai đặc điểm: sự trên dưới và nhân viên cố định. Địa vị, mức lương và vị trí của nhân viên phụ thuộc nhiều vào độ lâu năm, nên các nhân viên kỳ cựu thường đảm nhận các vị trí cao nhất và nhận lương cao hơn cấp dưới của họ. Trước thế kỷ 20 và 21, nhân viên được đảm bảo có việc làm suốt đời và không phải lo lắng mất vị trí.
Quan hệ senpai-kōhai là nền tảng của quan hệ giữa các cá nhân trong giới kinh doanh Nhật Bản. Ví dụ: ở cuộc họp, nhân viên cấp dưới nên ngồi ở chỗ gần cửa nhất, là hạ tọa (下座, shimoza), trong khi nhân viên cấp cao (có lúc là sếp) ngồi cạnh vài khách quan trọng ở thượng tọa (上座, kamiza). Lúc họp, phần lớn các nhân viên đều không đưa ra ý kiến của mình mà chỉ lắng nghe và đồng tình với cấp trên, mặc dù họ có thể bày tỏ ý kiến nếu được nhân viên có cấp bậc và tầm ảnh hưởng lớn hơn trong công ty tán thành trước.
Bên ngoài Nhật Bản, quan hệ senpai-kōhai thường được biểu hiện trong việc giảng dạy võ thuật Nhật Bản, mặc dù có gây ra sự hiểu sai vì kiến thức lịch sử không được phổ biến và đẳng cấp xã hội của Nhật Bản không tồn tại trong các nền văn hóa khác.

## Vấn đề
Tuy quan hệ senpai-kōhai đâm rễ sâu trong xã hội Nhật Bản, song từ cuối thế kỷ 20 đã có những thay đổi lớn trong các tổ chức học thuật và kinh doanh. Kōhai không còn tôn trọng senpai bằng lúc trước, quan hệ đã mất chiều sâu và tuổi tác giữ ít quan trọng. Giới sinh viên Nhật Bản đã đa dạng hóa do hấp thu những học sinh đã sống phần lớn cuộc đời ở nước ngoài về Nhật Bản cùng sinh viên nước ngoài không có tư tưởng thứ bậc của Nhật Bản.
Lúc bong bóng kinh tế vỡ vào đầu thập niên 90, mức thất nghiệp tăng mạnh, dẫn tới những nhân viên cấp cao bị sa thải. Từ đó, các công ty bắt đầu xét kỹ năng của nhân viên trước, tuổi tác và thời gian làm việc cho công ty sau, khiến nhiều nhân viên lâu năm bị mất vị trí do không thể đáp ứng kỳ vọng. Dần dần nhiều công ty phải tổ chức lại hệ thống lương bổng và thăng tiến, thâm niên mất đi ít nhiều ảnh hưởng trong xã hội Nhật Bản.
Thái độ về quan hệ senpai-kōhai là hoặc đánh giá cao truyền thống và lợi ích của một quan hệ tốt đẹp, hoặc gượng bằng lòng, hoặc không ưa. Những người chỉ trích cho rằng quan hệ này độc đoán và bất công, các senpai thường tự đề cao, và học sinh bị biến thành nhút nhát hoặc sợ nổi bật hơn nhóm. Ví dụ: vài kōhai sợ rằng nếu họ làm tốt hơn các senpai trong một hoạt động, thì các senpai của họ sẽ bị mất mặt và các kōhai phải xin lỗi. Trong vài trường hợp, quan hệ dễ nảy ra bạo lực và bắt nạt. Nhưng đa số người Nhật - ngay cả những người chỉ trích – thừa nhận là nếu quan hệ senpai – kōhai bị hư tổn thì chắc chắn sẽ có những hậu quả xã hội tiêu cực.

### Sách vở tham khảo
- Blomberg, Catharina (1994). The Heart of the Warrior: Origins and Religious Background of the Samurai System in Feudal Japan. Routledge. ISBN 1873410131.
- Brinton, Mary C. (2001). Women's Working Lives in East Asia. Stanford University Press. ISBN 978-0-8047-4354-9.
- Davies, Roger J.; Ikeno, Osamu (2002). “Sempai-Kōhai: Seniority Rules in Japanese Relations”. The Japanese Mind: Understanding Contemporary Japanese Culture. Tuttle Publishing. ISBN 0-8048-3295-1.
- Hassell, Randall G. (tháng 11 năm 1983). “The Japanese Way”. Black Belt. Active Interest Media. 21 (11): 60–64, 107. ISSN 0277-3066.
- Kodansha (1994). Japan: Profile of a Nation. Kodansha International. ISBN 4-7700-1892-4.
- Kopp, Rochelle (ngày 8 tháng 6 năm 2010). “Senpai & Kohai: In Japan, Experience is the Best Teacher”. Japan Intercultural Consulting. Bản gốc lưu trữ ngày 14 tháng 10 năm 2010. Truy cập ngày 8 tháng 3 năm 2017.
- Lowry, Dave (tháng 3 năm 2002). “Seniors and Juniors”. Black Belt. Active Interest Media: 27, 122. ISSN 0277-3066.
- Matsumoto, Hideyuki (2005). “Impact of Japanese Traditional Cultures on Global IS Management” (PDF). Pacific Asia Conference on Information Systems: 1477–1484. Bản gốc (PDF) lưu trữ ngày 3 tháng 3 năm 2016. Truy cập ngày 8 tháng 1 năm 2021.
- Matsuura, Jun'ichi; Porta Fuentes, Lourdes (2002). Nihongo: Japonés para hispanohablantes: Gramática de la lengua japonesa (bằng tiếng Tây Ban Nha). Herder. ISBN 84-254-2052-0.
- McVeigh, Brian J. (2015). Japanese Higher Education as Myth. Taylor & Francis. ISBN 978-1-317-46702-1.
- Panek, Mark (2006). Gaijin Yokozuna: A Biography of Chad Rowan. University of Hawaii Press. ISBN 0-8248-3043-1.
- Rohlen, Thomas P. (1979). For Harmony and Strength: Japanese White-collar Organization in Anthropological Perspective. University of California Press. ISBN 978-0-520-03849-3.
- Rubio, Ron; Brody, Irene; Castrogiovanni, Anthony (2008), Mind/Body Techniques for Asperger's Syndrome: The Way of the Pathfinder, Jessica Kingsley Publishers, ISBN 978-1-84310-875-7
- Sechiyama, Kaku (2013). Patriarchy in East Asia: A Comparative Sociology of Gender. Brill. ISBN 978-90-04-23060-6.
- Sugimoto, Yoshio (2003). An Introduction to Japanese Society (ấn bản thứ 2). Cambridge University Press. ISBN 0-521-82193-2.